# Thrixspermum inquinatum
Thrixspermum inquinatum är en orkidéart som beskrevs av Johannes Jacobus Smith. Thrixspermum inquinatum ingår i släktet Thrixspermum och familjen orkidéer. Inga underarter finns listade i Catalogue of Life.